# Ko Kut
Ko Kut (tiếng Thái: เกาะกูด, phát âm [kɔ̀ʔ kùːt]) là một huyện (amphoe) của tỉnh Trat, miền đông Thái Lan. Địa bàn hành chính của huyện này bao gồm một nhóm đảo trong vịnh Thái Lan. Với dân số 2.894 người vào năm 2011, đây là huyện có dân số ít nhất ở Thái Lan.

## Lịch sử
Ban đầu, địa bàn của huyện này là một phần của xã (tambon) Ko Chang, huyện Laem Ngop. Năm 1952, xã Ko Mak được thành lập, bao gồm toàn bộ các hòn đảo thuộc Ko Chang cũ, vào thời điểm đó được chia thành bốn làng (mubans). Năm 1980, ba làng thuộc Ko Mak được tách ra để thành lập xã Ko Kut. Ngày 1 tháng 4 năm 1990, chính phủ Thái Lan đã hợp tambon Ko Kut với tambon Ko Mak để thành lập một phó huyện hành chính (king amphoe) trong huyện Leam Ngop.
Ban đầu, cả Ko Kut và Ko Mak đều chỉ là các đại lý hành chính trực thuộc phó huyện. Sau đó, các đơn vị chính quyền địa phương được thánh lập, hai tổ chức hành chính tambon (TAO) được thành lập vào năm 2003 và 2004. Hội đồng Tambon Ko Kut đã được nâng cấp thành TAO vào năm 2003, và Ko Mak vào năm 2004.
Ngày 15 tháng 5 năm 2007, chính phủ Thái Lan đã ra quyết định nâng cấp tất cả 81 phó huyện lên cấp huyện độc lập. Với việc công bố trên Công báo Hoàng gia vào ngày 24 tháng 8, việc nâng cấp đã trở thành chính thức.

## Địa lý
Hòn đảo lớn nhất của huyện, Ko Kut, là một hòn đảo lớn rải rác những ngôi làng ven biển và đồn điền dừa. Từ đất liền đi tàu cao tốc mất khoảng 60 phút.

## Hành chính
Về mặt hành chính, huyện được phân thành hai xã (tambon), và các đơn vị này lại được chia nhỏ hơn thành 8 làng (muban). Có hai tổ chức hành chính tambon (TAO), mỗi tổ chức cho một xã.
| STT | Tên    | Chữ Thái Lan | Làng | Dân số |
| --- | ------ | ------------ | ---- | ------ |
| 1.  | Ko Mak | เกาะหมาก     | 2    | 403    |
| 2.  | Ko Kut | เกาะกูด       | 6    | 1.715  |

## Hình ảnh

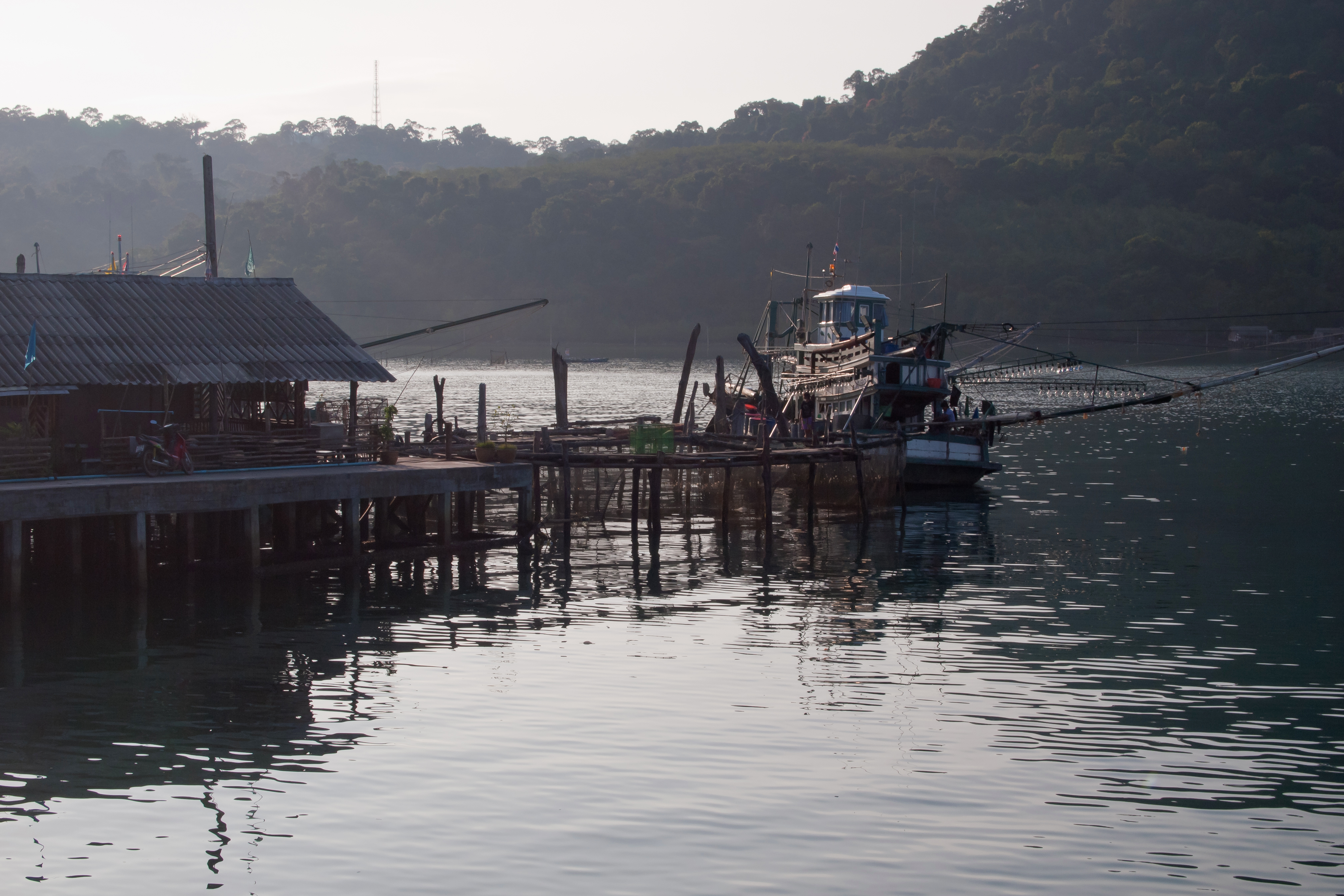
Ko Kut, Laem Ao Yai
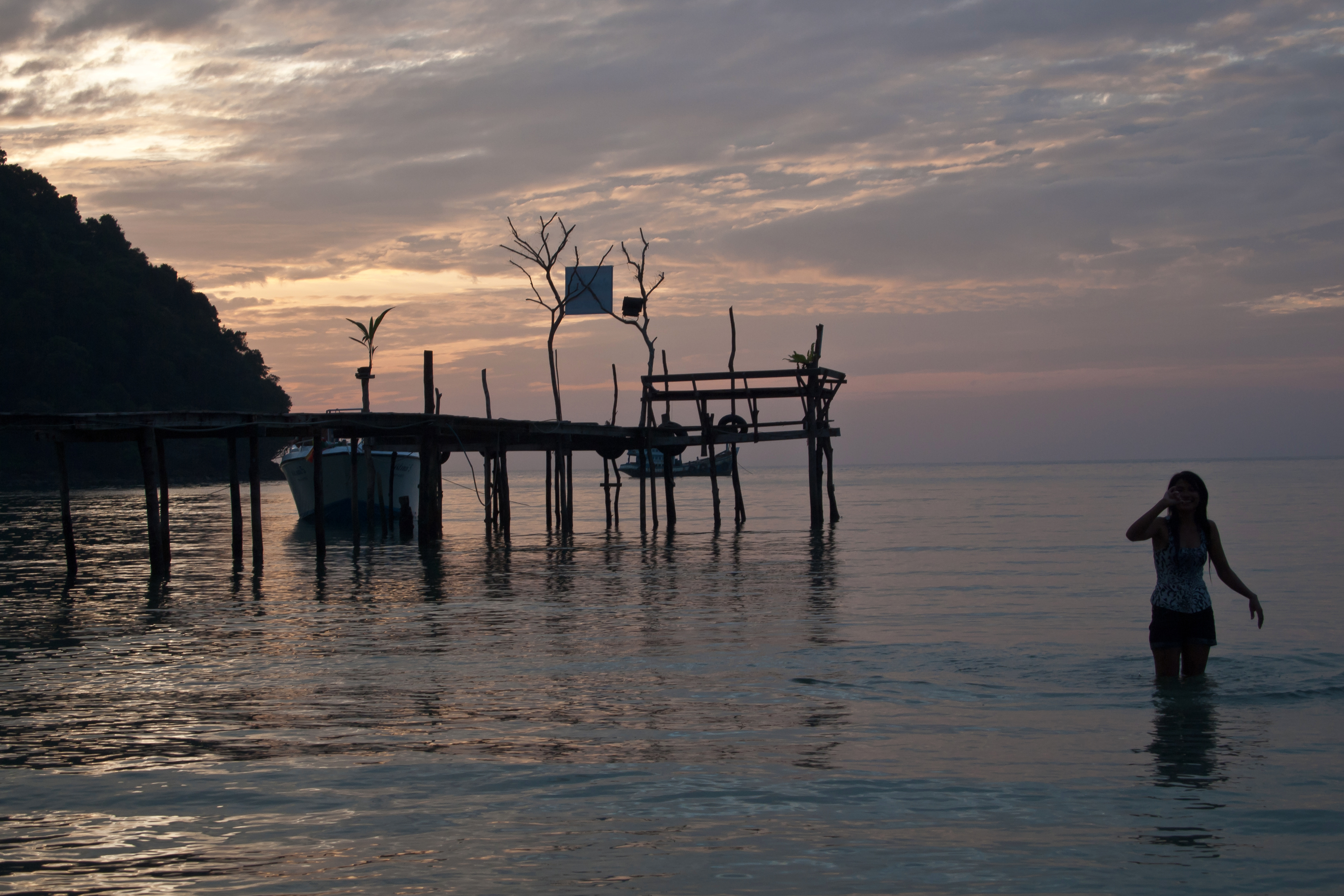
Ko Kut, Ao Bang Bao
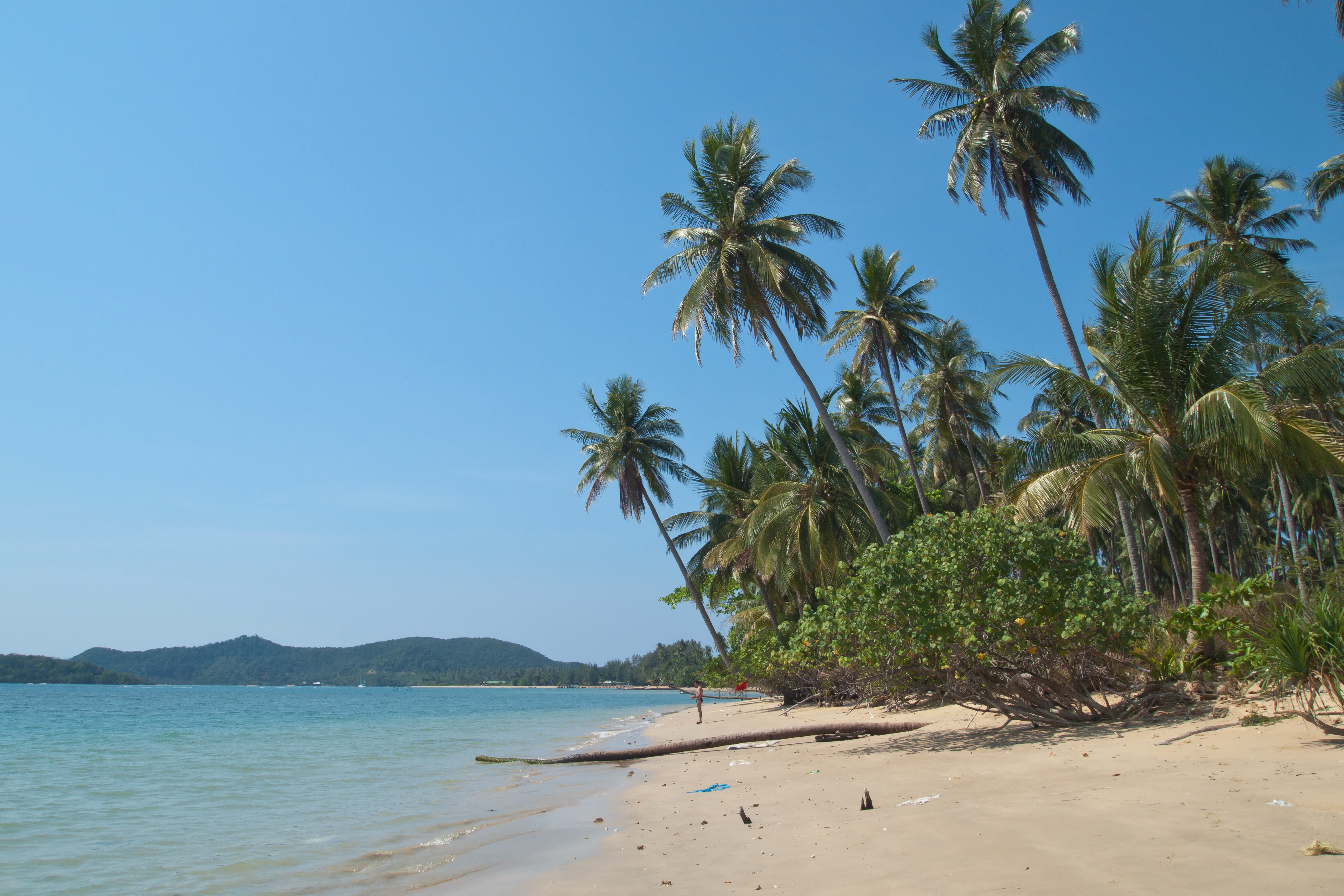
Ko Mak, Bãi biển Palm
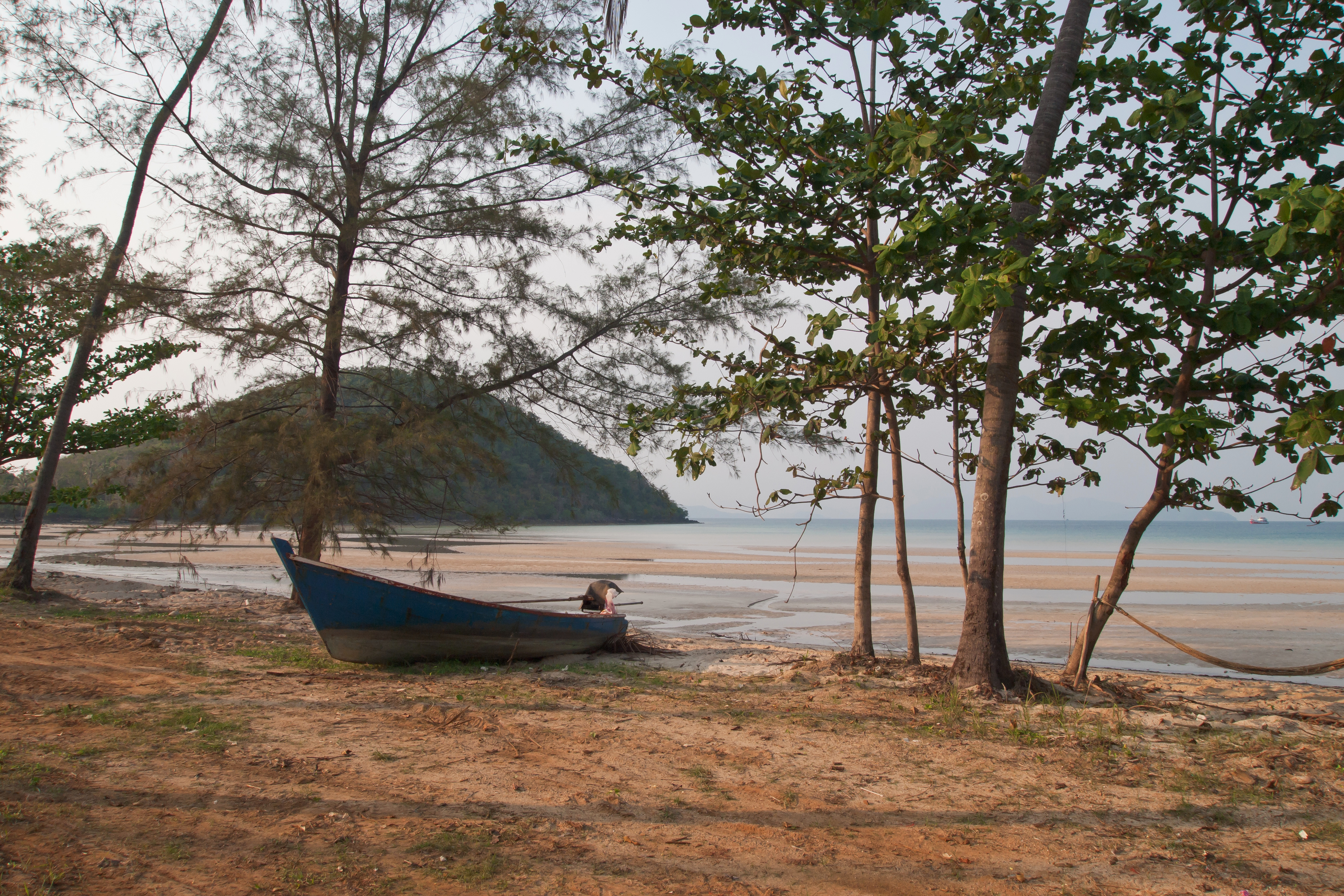
Ko Mak